# Sofia Edviges de Brunsvique-Volfembutel
Sofia Edviges de Brunsvique-Volfembutel (Volfembutel, 20 de fevereiro de 1592 - Arnhem, 23 de janeiro de 1642) foi a consorte do príncipe Ernesto Casimiro I, Conde de Nassau-Dietz.

## Família
Sofia era a segunda criança e primeira filha de Henrique Júlio, Duque de Brunsvique-Luneburgo e da princesa Isabel da Dinamarca. Os seus avós paternos eram o duque Júlio de Brunswick-Wolfenbüttel e a princesa Edviges de Brandenburgo. Os seus avós maternos eram o rei Frederico II da Dinamarca e a duquesa Sofia de Mecklenburg-Güstrow. A sua tia materna, a princesa Ana da Dinamarca, era consorte do rei Jaime IV da Escócia e mãe do rei Carlos I de Inglaterra.

## Casamento e descendência

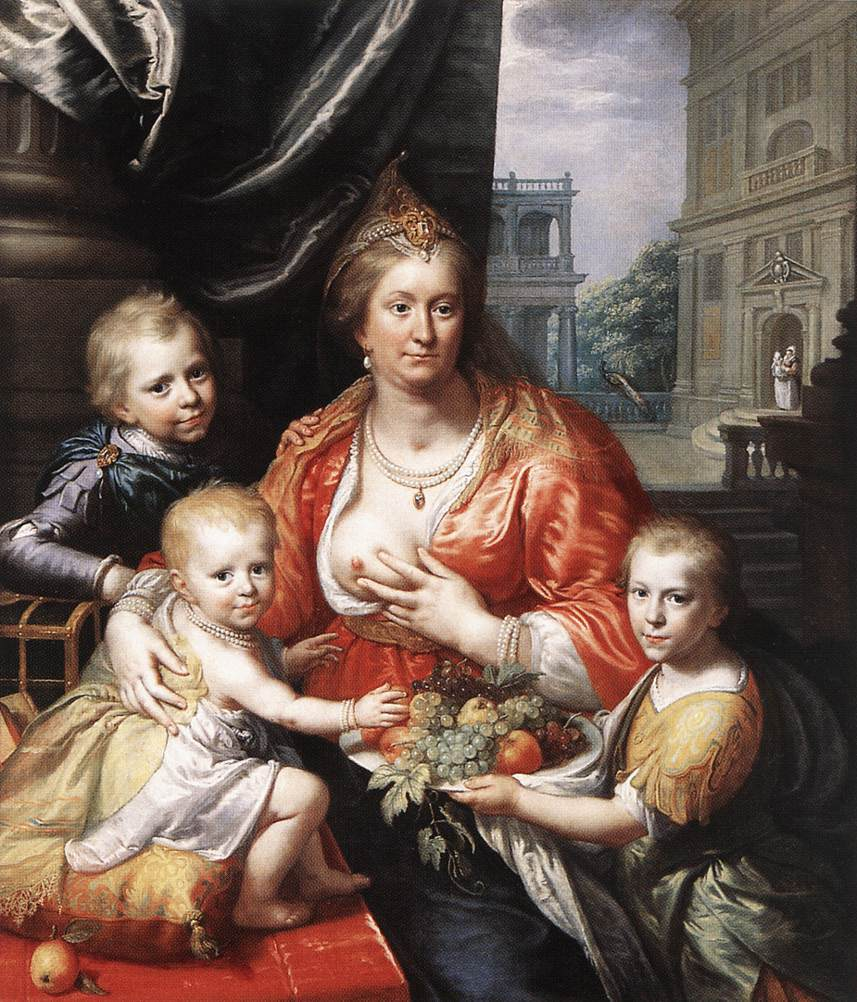
Sofia Edviges com os seus três filhos por Paulus Moreelse em 1621. Pintura localizada em Het Loo.

Sofia casa-se no dia 8 de Junho de 1607 com o príncipe Ernesto Casimiro I de Nassau-Dietz. Juntos tiveram nove filhos:
- filha natimorta (1608)
- filho natimorto(1609)
- filho natimorto (1610)
- Henrique Casimiro I de Nassau-Dietz (1612-1640); morto em combate na Batalha de Hulst aos vinte e oito anos; sem descendência.
- Guilherme Frederico, Príncipe de Nassau-Dietz (1613-1664), casado com a princesa Albertina Inês de Orange-Nassau; com descendência.
- Isabel de Nassau-Dietz (25 de Julho de 1614 - 18 de Setembro de 1614)
- João Ernesto de Nassau-Dietz (29 de Março de 1617 - Maio de 1617)
- Maurício de Nassau-Dietz (21 de Fevereiro de 1619 - 18 de Setembro de 1628)
- Isabel Friso de Nassau-Dietz (25 de Novembro de 1620 - 20 de Setembro de 1628)